# Гелля, Мария
Мария Гелля (пол. Maria Gella) — польская актриса театра и кино.

## Биография
Мария Гелля родилась 2 февраля 1890 г. во Львове. Актёрское образование получила в драматической школе у Городского театра во Львове, которую окончила в 1907 году. Актриса театров в Сосновеце (1908–1909), Люблине (1909–1911), Киеве (1914–1918), Варшаве (1918–1939) и Кракове (1945–1966). Умерла 25 июля 1970 года в Кракове.

## Избранная фильмография
- 1949 — Дом на пустыре / Dom na pustkowiu
- 1956 — Три женщины / Trzy kobiety
- 1958 — Пан Анатоль ищет миллион / Pan Anatol szuka miliona
- 1958 — Галоши счастья / Kalosze szczęścia
- 1960 — Цветные чулочки / Kolorowe pończochy
- 1961 — Расставание / Rozstanie
- 1967 — Сумасшедшая ночь / Zwariowana noc